# 热罗·热维耶

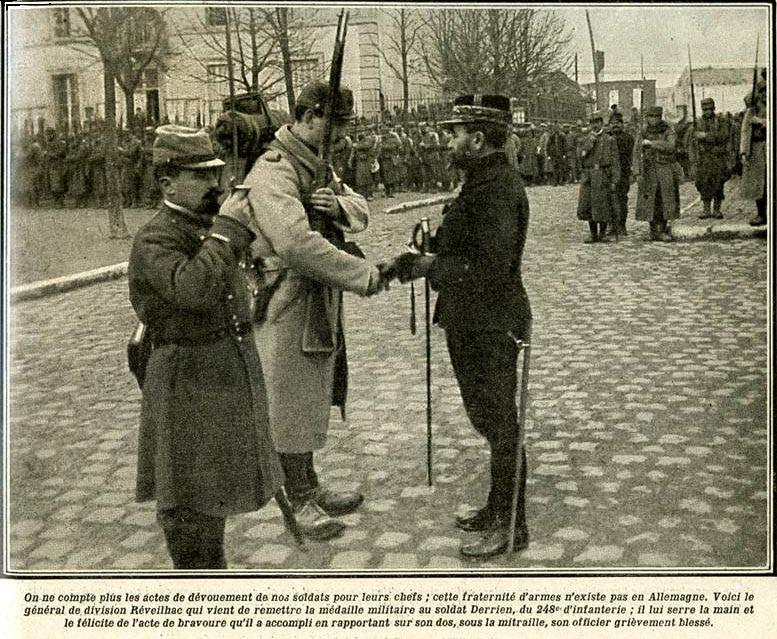
热维耶将军对士兵Derrien授予军功勋章，Derrien在一次战斗中救了一名军官的性命。（照片发表于“国家法国”（Le pays de France） N°27 1915年4月22日）

热罗·弗郎索瓦·古斯塔夫·热维耶（1851年2月16日—1937年）是一名法国职业军官，出生于法国奥利亚斯（Aurillac）。在1909年12月21日获得将军衔，指挥第42步兵旅，在当时拥有法國榮譽軍團勳章指挥官（Commander）勳位。

## 第一次世界大战
第一次世界大战初期，热维耶是119步兵旅的指挥官，隶属于莫里斯·约佩（Maurice Joppé）将军的第60步兵师，部署在法国北部的香槟-阿登地区作战。之后热维耶在1914年9月25日取代约佩成为该师的指挥官。
1915年2月，在对一个德军坚固阵地发起三次进攻并遭到失败后，法军士兵出于恐惧躲在堑壕中不敢全力出击，热维耶对自己士兵生命的彻底轻蔑在此时得到了充分的显现——他命令炮兵轰击己方的堑壕，以迫使士兵离开堑壕向前发动进攻。万幸的是，不清楚是出于道德考虑或是惧怕承担责任，炮兵指挥官拒绝在没有书面指示的情况下执行这一命令，士兵们因此得以幸免。
在另一次战斗里，热维耶命令部队重新发动进攻，理由是自己的部队的伤亡还没超过当天可接受的损伤比例。
电影《光荣之路》（Paths of Glory）的剧情部分基于这些事件，影片把热维耶表现为视升官晋爵重于士兵生命的残忍军官，明知敌军阵地无法攻克，仍在晋升的诱惑下不择手段驱动士兵发动与自杀无异的进攻。
热维耶在战争结束时晋升为少将，并被授予榮譽軍團勳章大军官勳位（Grand Officer）。他退休回到了乡下，在1937年在家中去世。

## 其他

### 扩展阅读
- Les damnés de la guerre - Les crimes de la justice militaire (1914-1918); Roger Monclin (1903 Reims - 1985 Saint Laurent du Var); Paris ; Mignolet & Storz; 1934
- Un long dimanche de fiançailles（法语：Un long dimanche de fiançailles (roman)）; Sébastien Japrisot; Denoël (1991); ISBN 2207256499
- Le Crapouillot ; 1915.

### 电影
- 光荣之路（Paths of Glory）; 斯坦利·库布里克（1957年）